# Robleda-Cervantes
Robleda-Cervantes település Spanyolországban,  Zamora tartományban. Robleda-Cervantes Puebla de Sanabria községgel határos. Lakosainak száma 400 fő (2024).

## Népesség
A település népessége az utóbbi években az alábbiak szerint változott:
| Lakosok száma | 448  | 476  | 553  | 465  | 482  | 439  | 443  | 405  | 395  | 400  |
|               | 2001 | 2004 | 2007 | 2009 | 2012 | 2014 | 2017 | 2019 | 2022 | 2024 |